# Rábida
|  | Per a altres significats, vegeu «La Rábida». |

Rábida (pronunciat [ˈraβiða] en castellà) és una de les illes Galápagos. L'illa de 5 km² també s'ha anomenat Jervis, en les fonts britàniques, batejada en honor a l'almirall britànic del segle xviii John Jervis. A l'Equador es coneix oficialment com a Isla Rábida.

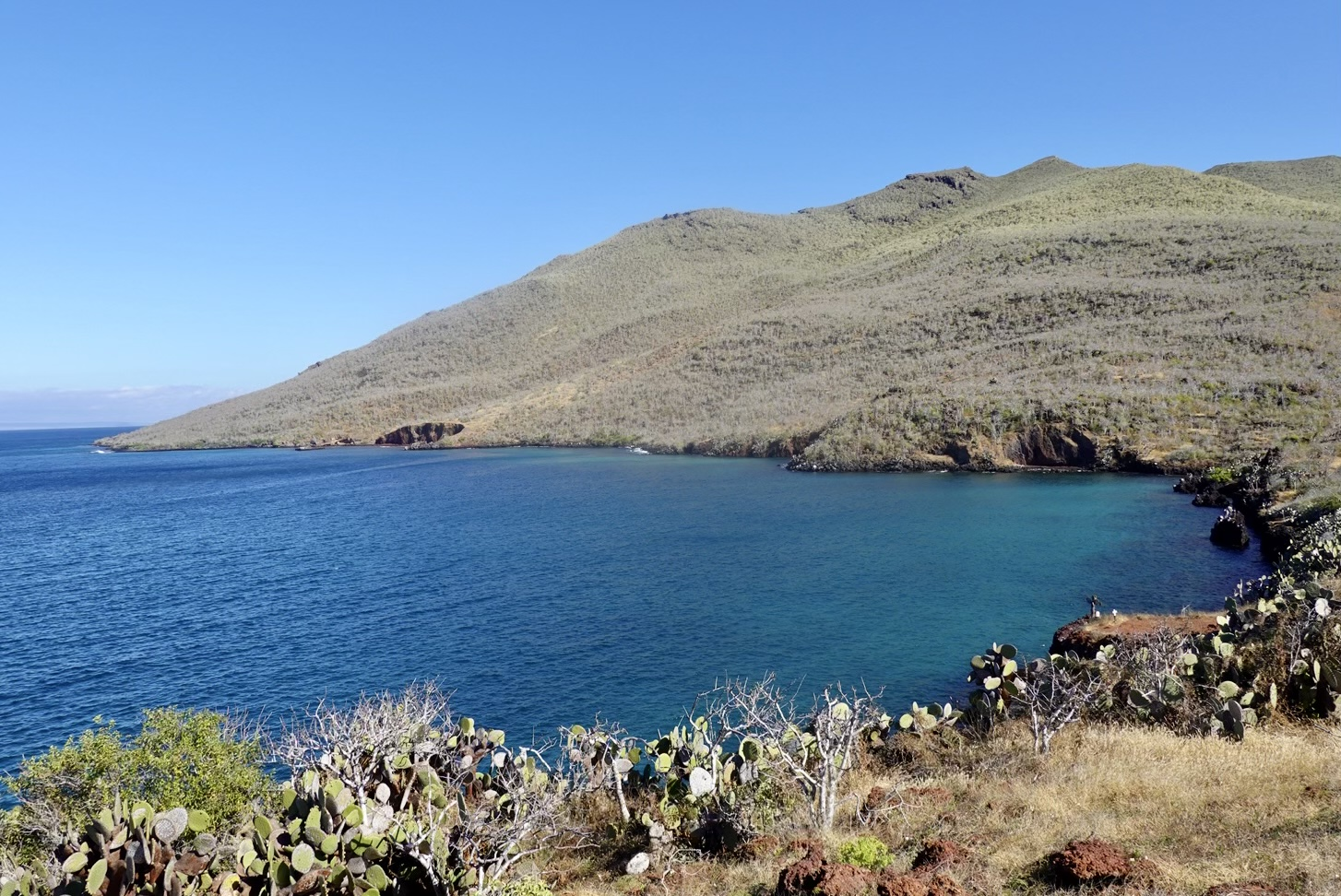
Cala a la cara nord de l'illa Rábida

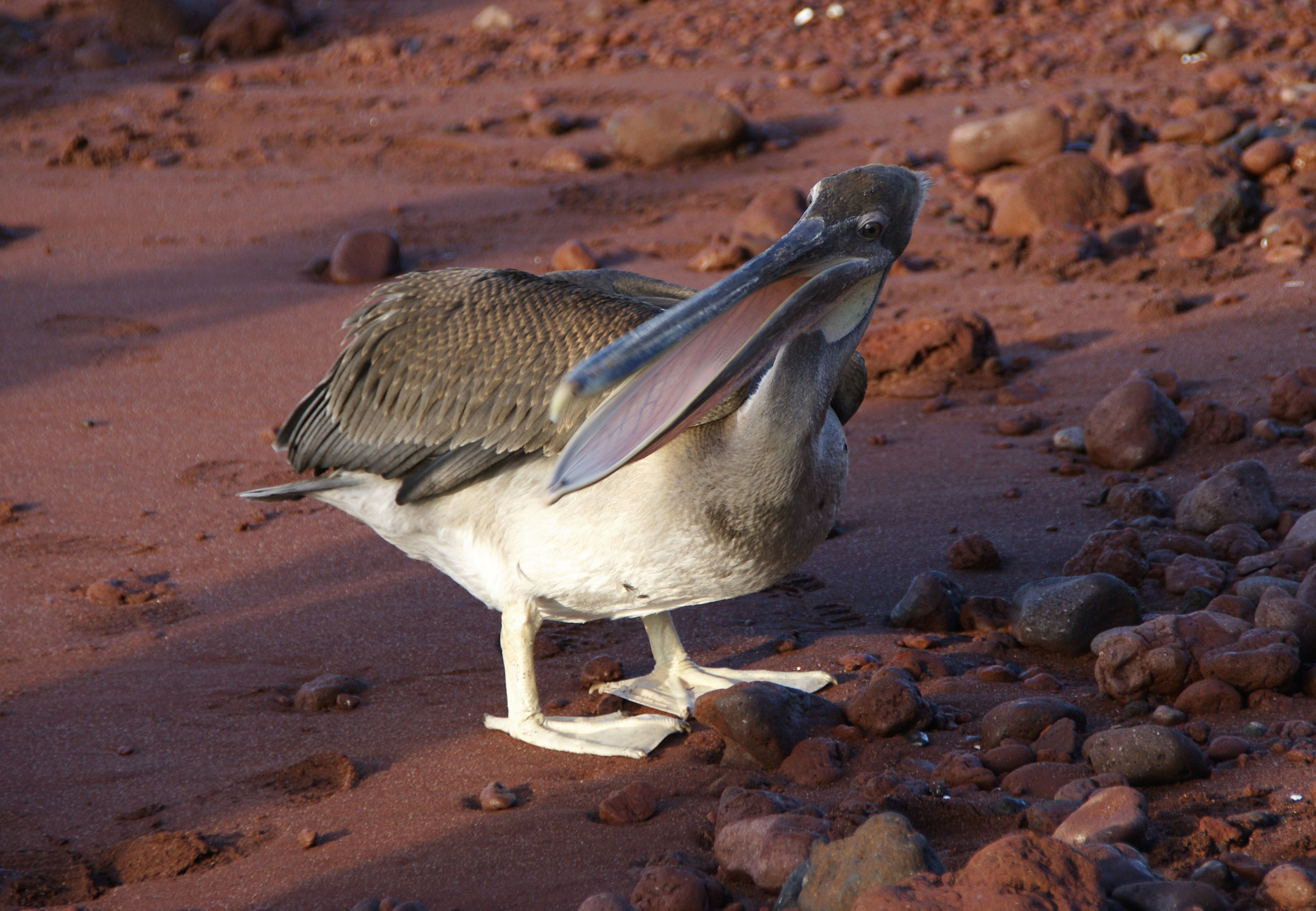
Pelicà bru sobre arena vermella.

A més dels flamencs i la colònia de lleons marins, també s'hi reporta la presència de pelicans, ànecs de les Bahames, Sula i nou espècies de pinsans. La rica fauna atrau nombrosos creuers turístics.
L'any 1971 el Servei de Parcs Nacionals va erradicar les cabres de Rábida amb èxit. Aquesta espècie introduïda alterava el medi natural i provocà l'extinció de diverses criatures natives, com ara Phyllodactyllus, iguanes terrestres i Nesoryzomys.
Durant el gener de 2011 el Parc Nacional Galápagos va eliminar rosegadors invasors a l'illa, amb l'ajut d'Island Conservation per beneficiar els pingüins de les Galápagos i Scalesia stewartii (una espècie arbòria, un possible equivalent vegetal d'un dels pinsans de Darwin).